# 11572 Schindler
11572 Schindler (1993 RM7) là một tiểu hành tinh vành đai chính được phát hiện ngày 15 tháng 9 năm 1993 bởi E. W. Elst ở Đài thiên văn Nam Âu. According to the Jet Propulsion Laboratory database, Tiểu hành tinh named after Oskar Schindler, whose actions during World War II were featured in Steven Spielberg's film Schindler's List.